# Petritor (Braunschweig)

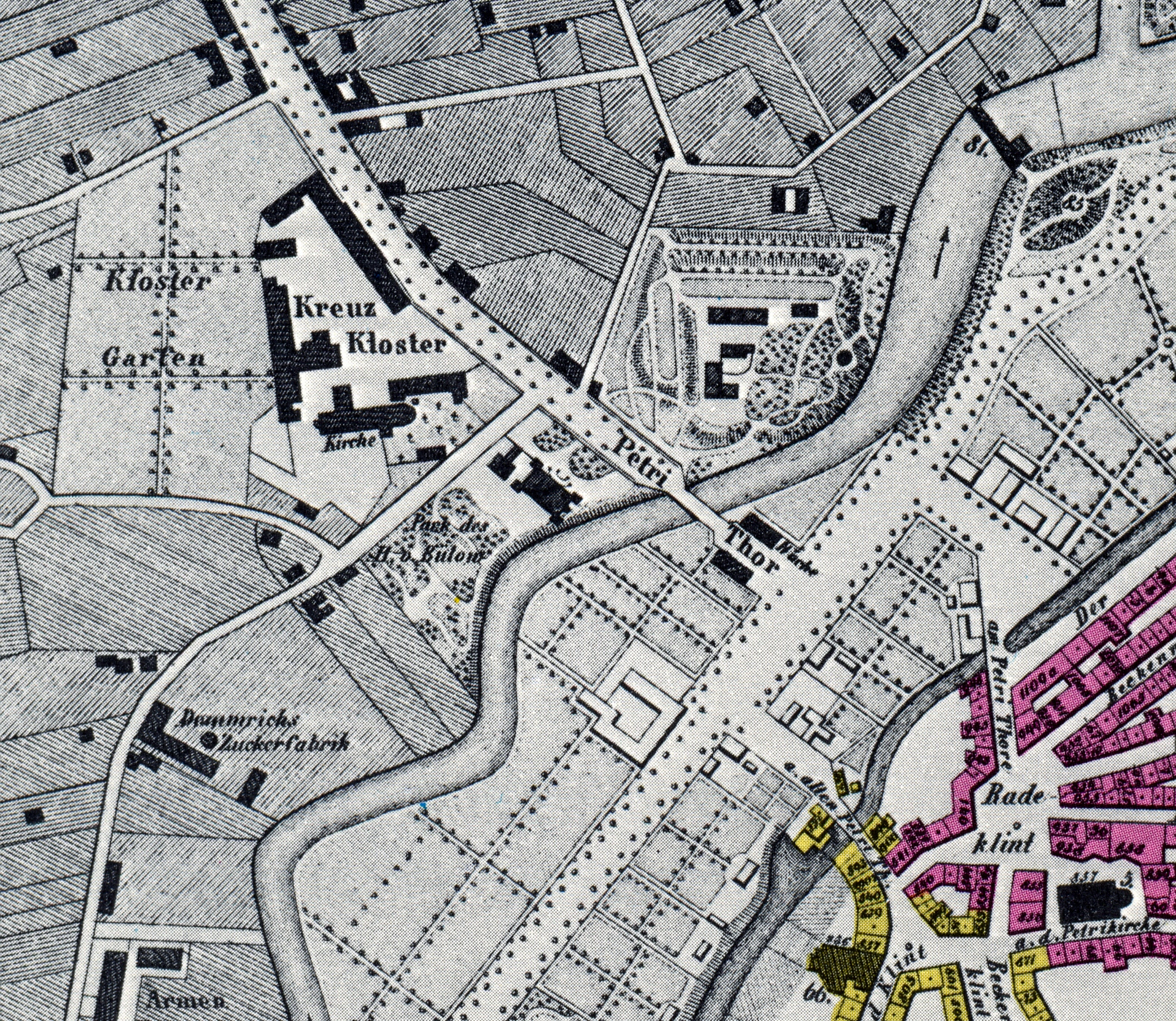
Ausschnitt des 1844 von August Wehrt veröffentlichten Plan von Braunschweig und seiner nächsten Umgebung. Zu sehen der nordöstliche Teil des Okerumflutgrabens. Stadtauswärts an der Straße Petri Thor (im Zentrum) unmittelbar links davon die Villa von Bülow und das Kreuzkloster. Rechts unten in der Ecke der Radeklint mit Südklint, Bäckerklint und Petri-Kirche.

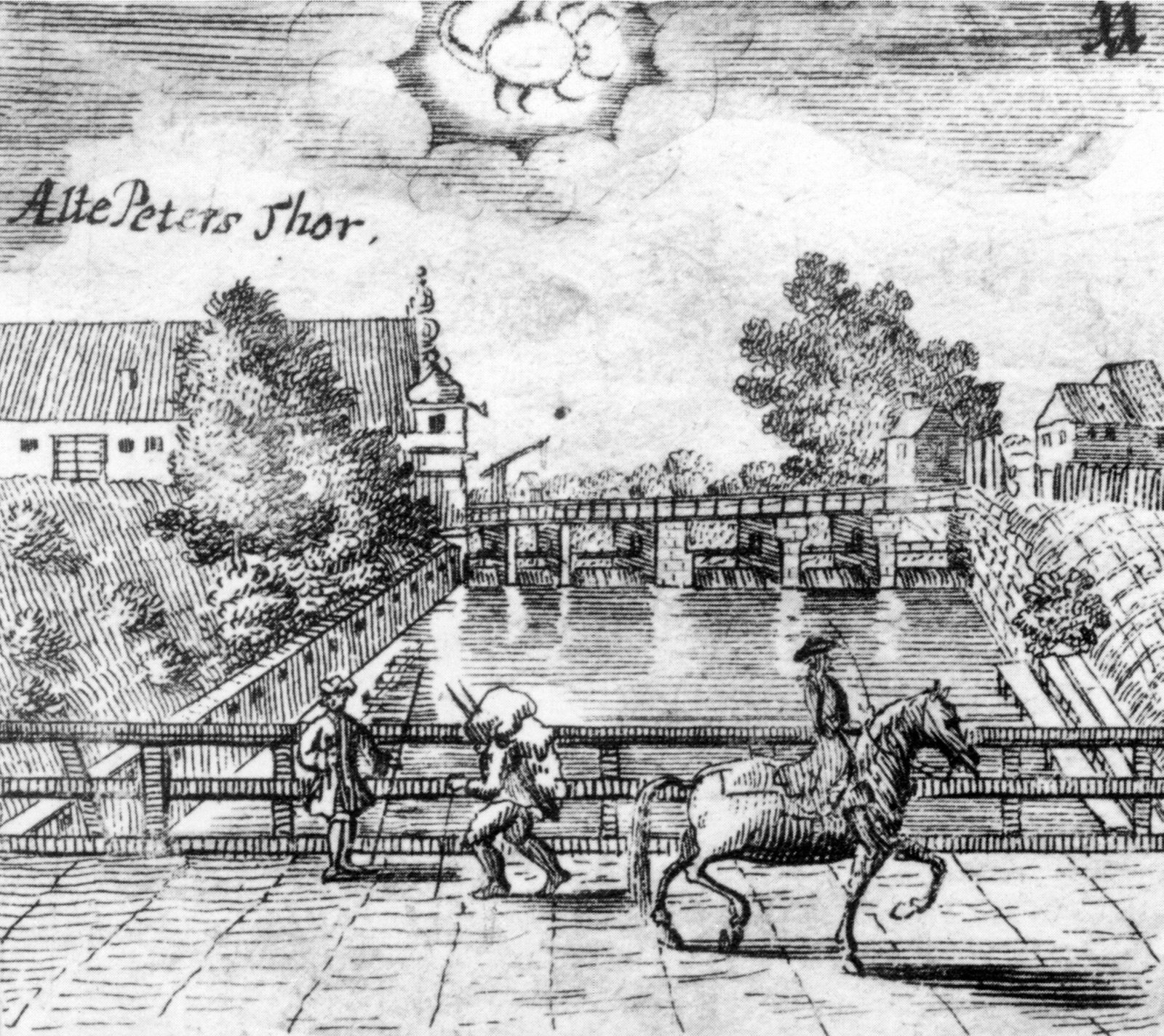
Blick auf das Alte Petritor von der Petritorbrücke (Kupferstich von Johann Georg Beck von 1716)

Das Petritor war eines der zehn historischen Stadttore von Braunschweig und war damit über Jahrhunderte ein wichtiger Bestandteil der Befestigungsanlagen der Stadt Braunschweig.
1345 wurde es erstmals urkundlich erwähnt. Das Stadttor war neben dem Hohen Tor das wichtigste westliche Stadttor. 1707 wurde das später so genannte Alte Petritor geschlossen und im gleichen Jahr durch das Neue Petritor, etwas nördlich des früheren Tores, ersetzt.
Der Name Petritor bezieht sich auf die unweit gelegene Petrikirche. Das Tor befand sich am nordwestlichen Rand des historischen Weichbildes Altstadt am Okerring.
1765 wurde die Umflutung des Okerrings geändert und Bastionen für die Stadt errichtet. Auf der Höhe des Petritors entstand das Kaisersbollwerk und die Bastion Elisabeth.
Das Tor befand sich im innerstädtischen Bereich der Petritorbrücke, der heutigen Celler Straße, die u. a. zum Rennelberg führt. Die Petritorbrücke wurde 2000 bis 2003 neu errichtet.
Nordöstlich des Petritores verläuft seit dem frühen 19. Jahrhundert der Petritorwall (früher: Petritorpromenade). Im Zuge der Schleifung der Befestigungsanlagen Braunschweigs ab 1803 und deren großflächige Umgestaltung unter der Leitung Peter Joseph Krahes zum heutigen Wallring, entwarf Krahe u. a. die zwei Torhäuser des Petritores, die 1816 erbaut wurden. Beide Torhäuser wurden 1944, während des Zweiten Weltkrieges zerstört.